# Zasłonak srebrzysty

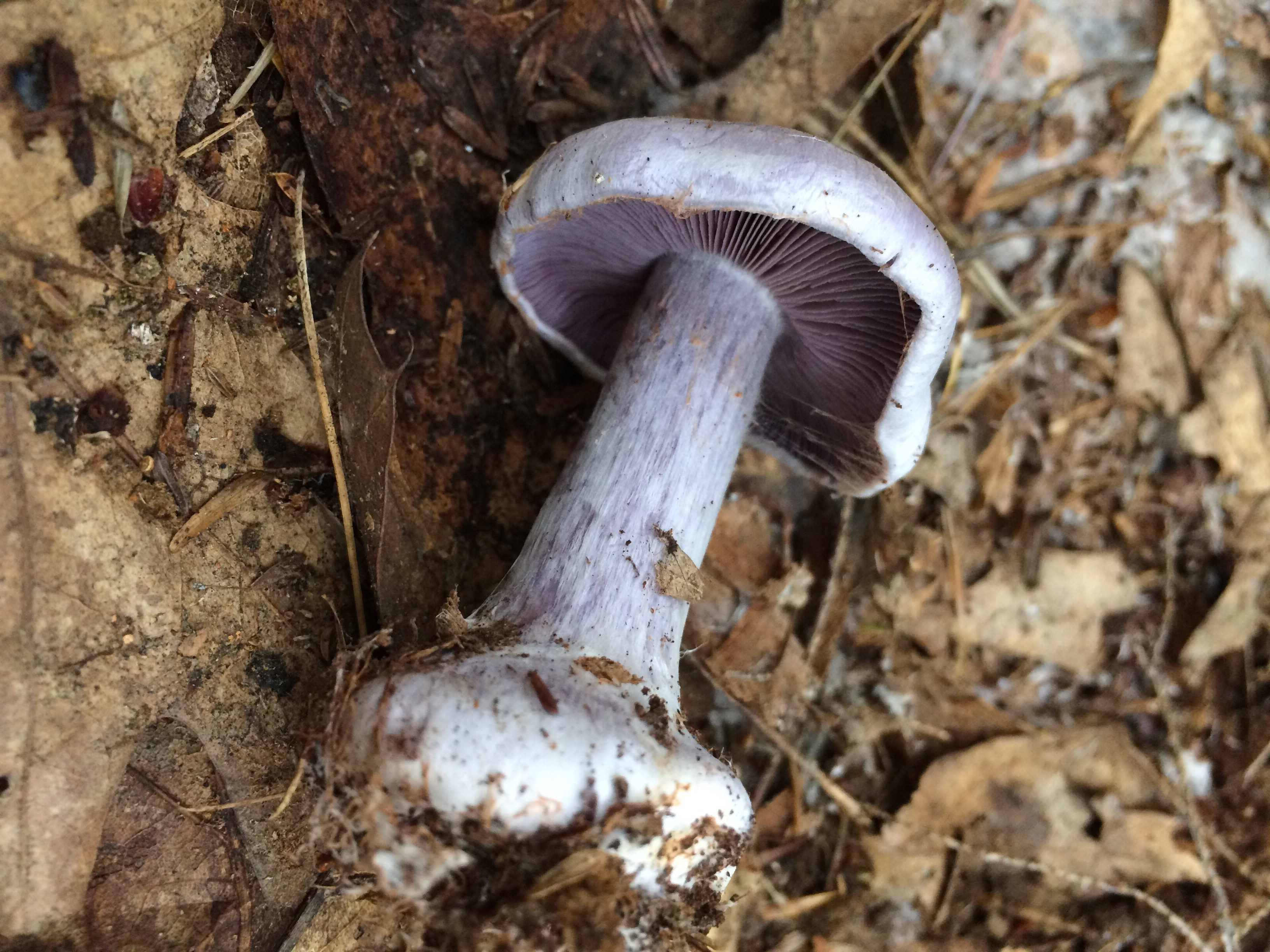

Zasłonak srebrzysty, zasłonak srebrny (Cortinarius argentatus (Pers.) Fr.) – gatunek grzybów należący do rodziny zasłonakowatych (Cortinariaceae).

## Systematyka i nazewnictwo
Pozycja w klasyfikacji według Index Fungorum: Cortinarius, Cortinariaceae, Agaricales, Agaricomycetidae, Agaricomycetes, Agaricomycotina, Basidiomycota, Fungi.
Po raz pierwszy zdiagnozował go w 1801 r. Christiaan Hendrik Persoon, nadając mu nazwę Agaricus argentatus. Obecną, uznaną przez Index Fungorum nazwę, nadał mu Elias Fries w 1838 r. Synonimy:
- Agaricus argentatus Pers. 1801
- Cortinarius argentatus var. griseobrunneus Bidaud & Reumaux 2002
- Gomphos argentatus (Pers.) Kuntze 1891
- Inoloma argentatum (Pers.) Wünsche 1877
- Inoloma argentatum var. gracile Killerm. 1930

Franciszek Błoński w 1888 r. nadał mu polską nazwę zasłonak srebrzysty. Andrzej Nespiak w 1975 r. zmienił ją na zasłonak srebrny. Władysław Wojewoda w 2003 r. zaakceptował nazwę podaną przez F. Błońskiego.

## Morfologia
Kapelusz
Średnica 4–9 cm, początkowo dzwonkowaty, później wypukły, często z garbkiem, czasem z wklęsłym środkiem. Powierzchnia sucha, jedwabista, czasem pomarszczona, biaława, białawo-fioletowa, jasnosrebrna, pośrodku jaśniejsza, po wyschnięciu żółtawa, jasnoochrowa.
Blaszki
Grube, wąskie, ząbkowane, najpierw białe lub kremowe, później czerwonobrązowe.
Trzon
Wysokość 7–10 cm, grubość 1–2 cm, cylindryczny, czasami nieco wrzecionowaty z niewielkim zgrubieniem u podstawy, początkowo pełny, potem pusty. Powierzchnia jedwabiście włóknista, gładka, biaława lub tej samej barwy co kapelusz.
Miąższ
Wodnisty, blado białawy, o słabym zapachu rzodkiewki.
Cechy mikroskopowe
Wysyp zarodników rdzawobrązowy. Zarodniki 8–10 μm, migdałkowate, z brodawkowatą powierzchnią.

## Występowanie i siedlisko
Znane jest występowanie tego gatunku we wschodniej części Ameryki Północnej (W USA i Kanadzie), w Europie i w Rosji. W Polsce do 2003 r. znane były tylko trzy stanowiska, wszystkie już historyczne, bo z lat 1888–1900. Na podanych stanowiskach zasłonak srebrzysty rósł na ziemi w lasach liściastych lub mieszanych. Według W. Wojewody jest to już gatunek na terenie Polski wymarły.